# Барднак
Барднак (фр. Bardenac) насеље је и општина у западној Француској у региону Поату-Шарант, у департману Шарант која припада префектури Ангулем. По подацима из 2011. године у општини је живело 261 становника, а густина насељености је износила 32,46 становника/km². Општина се простире на површини од 8,04 km². Налази се на средњој надморској висини од 95 метара (максималној 160 m, а минималној 61 m).

## Демографија
| 1962. | 1968. | 1975. | 1982. | 1990. | 1999. | 2011. |
| ----- | ----- | ----- | ----- | ----- | ----- | ----- |
| 226   | 232   | 220   | 195   | 207   | 238   | 261   |

График промене броја становника у току последњих година